# Somnul de veci (film din 1946)
Somnul de veci (engleză: The Big Sleep) este un film noir din 1946, regizat de Howard Hawks, fiind prima ecranizare a romanului omonim din 1939 scris de Raymond Chandler.
În film joacă actorul Humphrey Bogart ca detectivul Philip Marlowe și Lauren Bacall ca Vivian Rutledge într-o poveste despre un "proces de urmărire penală, nu al rezultatelor sale." William Faulkner, Leigh Brackett și Jules Furthman sunt autorii scenariului.
În 1997, filmul Somnul de veci a fost selectat pentru conservare în Registrul Național de Film al SUA de către Biblioteca Congresului, fiind considerat "important din punct de vedere cultural, istoric sau estetic"..

## Prezentare
Detectivul particular Philip Marlowe este angajat de Generalul Sternwood care este pe moarte. Acesta îi cere să se ocupe cu mai multe probleme, care sunt îngrijorătoare pentru familia sa. Marlowe constată că fiecare dintre aceste probleme este legată de dispariția angajatului favorit al lui Sternwood, care a plecat cu nevasta unui mafiot.

## Distribuție
- Humphrey Bogart ca Philip Marlowe
- Lauren Bacall ca Vivian Sternwood Rutledge
- John Ridgely ca Eddie Mars
- Martha Vickers ca Carmen Sternwood
- Peggy Knudsen ca Mona Mars
- Regis Toomey ca Șef Inspector Bernie Ohls
- Charles Waldron ca General Sternwood
- Charles D. Brown ca Norris
- Bob Steele ca Lash Canino
- Elisha Cook, Jr. ca Harry Jones
- Louis Jean Heydt ca Joe Brody
- Dorothy Malone ca proprietăreasa a Acme Bookstore
- Sonia Darrin ca Agnes Lowzier, vânzătoare la librăria lui A.J. Geiger
- Ben Welden ca Pete, lacheul lui Mars
- Tom Fadden ca Sidney, lacheul lui Mars
- Trevor Bardette ca Art Huck
- Theodore von Eltz ca Arthur Gwynn Geiger
- Joy Barlowe ca șofer de autobuz (nemenționat)

## Producție și primire
Câteva luni mai târziu după premiera A avea sau a nu avea, Bogart și Bacall s-au întâlnit din nou pe platoul filmului noir Somnul de veci (The Big Sleep, 1946), regizat tot de Howard Hawks și scris de William Faulkner pe baza romanului omonim al lui Raymond Chandler. Chandler a admirat performanța lui Bogart: „Bogart poate fi dur fără o armă. De asemenea, are un simț al umorului care conține acea nuanță de dispreț”.
Bogart era încă împărțit între noua sa iubire (Bacall) și datoria conjugală (Methot‎). Starea de spirit pe platou a fost dificilă, ambii actori au fost epuizați emoțional, Bogart a încercat să găsească modalități de a-și rezolva dilema. Dialogul a fost din nou plin de insinuări sexuale, iar Bogart a fost convingător în rolul detectivului particular Philip Marlowe. Filmul a avut un mare succes, deși unii critici au considerat povestea prea confuză.